# Boston Marathon 1927
De Boston Marathon 1927 werd gelopen op dinsdag 19 april 1927. Het was de 31e editie van de Boston Marathon. De Amerikaan Clarence DeMar kwam als eerste over de streep in 2:40.22.
Het parcours is te kort gebleken. Het had namelijk niet de lengte van 42,195 km, maar 41,1 km.

## Uitslag
| rang   | naam                      | land | tijd    |
| ------ | ------------------------- | ---- | ------- |
| Goud   | Clarence DeMar            | USA  | 2:40.22 |
| Zilver | Yrjo Korholin (Karl)Koski | FIN  | 2:44.41 |
| Brons  | William Kennedy           | USA  | 2:51.58 |
| 4      | Cliff Bricker             | CAN  | 3:00.54 |
| 5      | Carl Linder               | USA  | 3:02.21 |
| 6      | Edouard Fabre             | CAN  | 3:06.12 |
| 8      | Tom Bury                  | USA  | 3:12.33 |
| 9      | Frank DiMaggio            | USA  | 3:14.57 |
| 10     | George Duncan             | USA  | 3:17.46 |

1897 ·
1898 ·
1899 ·
1900 ·
1901 ·
1902 ·
1903 ·
1904 ·
1905 ·
1906 ·
1907 ·
1908 ·
1909 ·
1910 ·
1911 ·
1912 ·
1913 ·
1914 ·
1915 ·
1916 ·
1917 ·
1918 ·
1919 ·
1920 ·
1921 ·
1922 ·
1923 ·
1924 ·
1925 ·
1926 ·
1927 ·
1928 ·
1929 ·
1930 ·
1931 ·
1932 ·
1933 ·
1934 ·
1935 ·
1936 ·
1937 ·
1938 ·
1939 ·
1940 ·
1941 ·
1942 ·
1943 ·
1944 ·
1945 ·
1946 ·
1947 ·
1948 ·
1949 ·
1950 ·
1951 ·
1952 ·
1953 ·
1954 ·
1955 ·
1956 ·
1957 ·
1958 ·
1959 ·
1960 ·
1961 ·
1962 ·
1963 ·
1964 ·
1965 ·
1966 ·
1967 ·
1968 ·
1969 ·
1970 ·
1971 ·
1972 ·
1973 ·
1974 ·
1975 ·
1976 ·
1977 ·
1978 ·
1979 ·
1980 ·
1981 ·
1982 ·
1983 ·
1984 ·
1985 ·
1986 ·
1987 ·
1988 ·
1989 ·
1990 ·
1991 ·
1992 ·
1993 ·
1994 ·
1995 ·
1996 ·
1997 ·
1998 ·
1999 ·
2000 ·
2001 ·
2002 ·
2003 ·
2004 ·
2005 ·
2006 ·
2007 ·
2008 ·
2009 ·
2010 ·
2011 ·
2012 ·
2013 ·
2014 ·
2015 ·
2016 ·
2017 ·
2018 ·
2019 ·
2020 ·
2021 ·
2022